# Hoplitis incanescens
Hoplitis incanescens är en biart som först beskrevs av Cockerell 1922.  Hoplitis incanescens ingår i släktet gnagbin, och familjen buksamlarbin. Inga underarter finns listade i Catalogue of Life.